# Kurt Nielsen
Kurt Nielsen (19 de noviembre de 1930-11 de junio de 2011) fue un jugador de tenis de Dinamarca que se mantiene hasta el momento como el único danés en la historia en disputar una final de un torneo de Grand Slam, hecho que alcanzó dos veces en su carrera en el prestigioso torneo de Wimbledon.

## Torneos de Grand Slam

### Finalista Individuales (2)
| Año  | Torneo    | Oponente en la final | Resultado   |
| 1953 | Wimbledon | Vic Seixas           | 7-9 3-6 4-6 |
| 1955 | Wimbledon | Tony Trabert         | 3-6 5-7 1-6 |